# Бонев, Христо
Хри́сто Атана́сов Бо́нев (болг. Христо Атанасов Бонев; родился 3 февраля 1947, Пловдив, Болгария) — болгарский футболист, забивший за карьеру в составе болгарской сборной 48 мячей и, наряду с Димитром Бербатовым, являющийся лучшим её бомбардиром за всю историю. Был признан Футболистом года в Болгарии в 1969, 1972 и 1973 годах. Заслуженный мастер спорта Болгарии (1967).
После завершения футбольной карьеры был тренером «Панатинаикоса» (1989—1990) и болгарской сборной (1996—1998).
| Христо Бонев    | Игр | Голов |
| --------------- | --- | ----- |
| Клубная карьера | 410 | 185   |
| Сборная         | 96  | 48    |
| Всего           | 506 | 233   |